# Mohegan
Los mohegan o moheganos son una tribu de lengua algonquina que vive en el este de Connecticut, y que formó una única entidad político social con los pequot hasta 1637.
Aunque su nombre es similar, los mohegan eran diferentes de los mahican o mohicanos, tribu de los Estados Unidos que habitaba principalmente el noreste de Wisconsin, pero que procedían del valle del río Hudson (cerca de Albany, Nueva York), trasladándose muchos a Stockbridge, Massachusetts, después de 1780, antes de que los últimos descendientes llegaran a Wisconsin durante las décadas de 1820 y 1830. Los mohegan, por el contrario, han permanecido en Nueva Inglaterra, pero algunos de ellos se desperdigaron (y muchos se establecieron cerca de la tribu mahican en Nueva York, acabando también en Wisconsin). Sin embargo, muchos descendientes de los mohegan han permanecido en Connecticut, y se reorganizaron como tribu, consiguiendo el reconocimiento federal en 1994.

## Historia
Aunque originalmente ocupaban gran parte del valle del río Thames en Connecticut, posteriormente ocuparon tierra de otras tribus en las áreas de Rhode Island y Massachusetts. La economía tribal se basaba en el cultivo del maíz, la caza y la pesca.
A principios del siglo XVII, durante el inicio de la colonización Europea de Nueva Inglaterra, los mohegan y los pequot habían sido liderados por Sassacus, un sachem (jefe indio) de la tribu pequot. Posteriormente, una rebelión liderada por el subjefe Uncas, cosechó la independencia mohegan.
Tras la destrucción de la tribu pequot en 1637, la mayoría de sus supervivientes, así como sus territorios, quedaron bajo control mohegan. El nuevo sachem Uncas había reforzado su posición formando una alianza con los colonos ingleses; y, al final de la Guerra del Rey Philip contra los colonos, la mohegan era la única tribu de importancia que quedaba en el sur de Nueva Inglaterra.
Los colonos europeos acabaron por desplazar a los mohegan, con lo cual su número acabó declinando. Muchos de ellos acabaron dispersos, reuniéndose en otros asentamientos indios cercanos.
Actualmente subsiste un cierto número de ellos, aunque su ascendencia no es pura, en la región de Norwich, Connecticut. Los mohegan se reorganizaron como tribu, consiguiendo reconocimiento federal en 1994.
Actualmente, la tribu mohegan posee y dirige el casino mohegan Sun y el mohegan Sun Arena en la reserva de la tribu en la población de Uncasville, en Connecticut.